# Kondurtxa
El Kondurtxa - Кондурча (rus) - és un riu de Rússia, un afluent per la dreta del Sok. Passa per l'óblast de Samara i per la República del Tatarstan.
Té una llargària de 294 km i una conca de 3.950 km². El Kondurtxa neix a uns 60 km a l'oest de Leninogorsk, pren direcció oest fins a la ciutat de Nurlat, prop de la qual rep les aigües del seu afluent principal, el Xlama. Un altre afluent important del Kondurtxa és el Lipovka. El seu curs pren després direcció sud-oest, fluint amb molts meandres fins a arribar a la riba dreta del Sok a l'alçada de Kràsnaia Iar, una mica abans de la confluència del Sok amb el Volga.
El seu cabal mitjà és de 9,44 m³/s a 40 km de la desembocadura. El Kondurtxa té un règim sobretot nival. Roman glaçat generalment des de novembre a abril.